# Objaw Raynauda

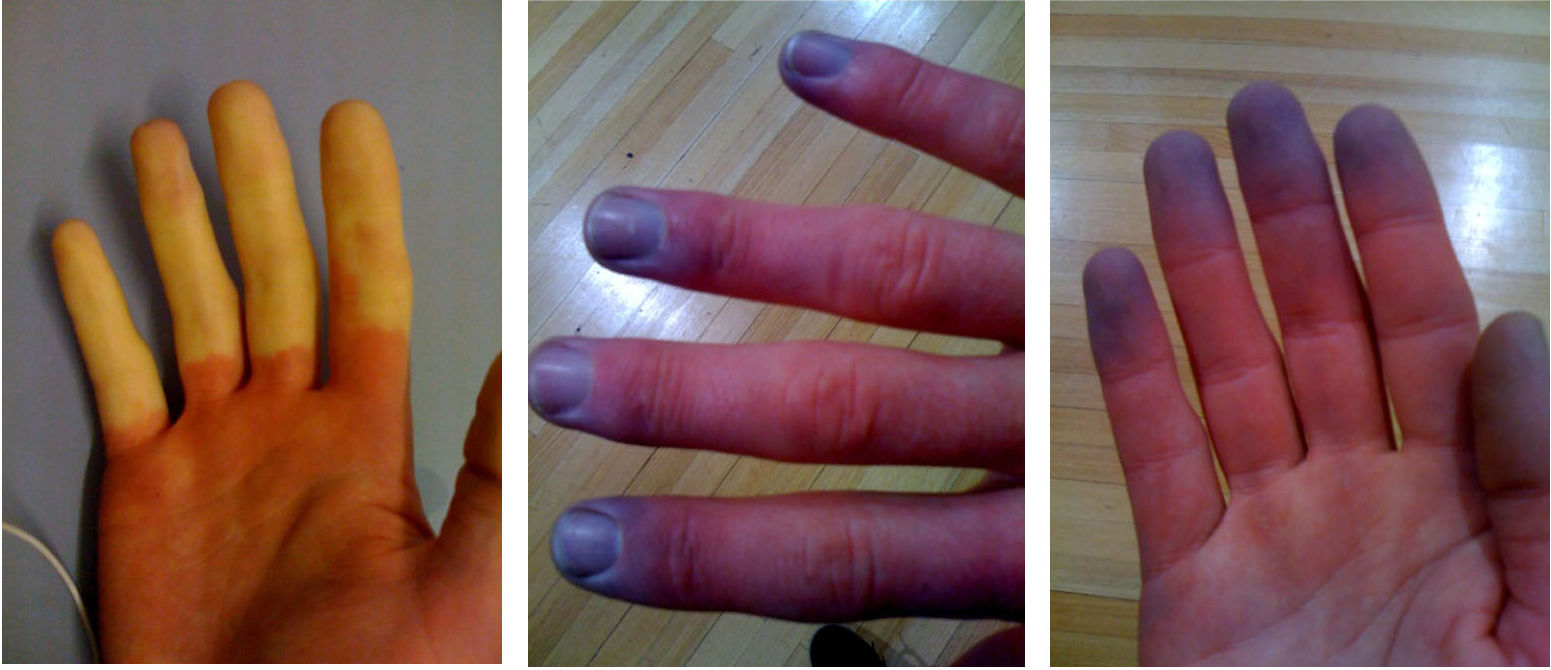
Ręce osób z objawem Raynauda

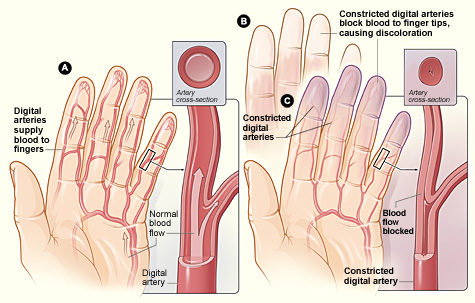
Mechanizm objawu Raynauda

Objaw Raynauda (łac. phenomenon Raynaud) – napadowy skurcz tętnic w obrębie rąk, rzadziej stóp, pod wpływem zimna, emocji lub bez uchwytnej przyczyny.

## Podział
- pierwotny (choroba Raynauda) – idiopatyczny
- wtórny (zespół Raynauda) – w przebiegu innych chorób
- młodzieńczy – pojawiający się niekiedy w okresie dojrzewania, przede wszystkim u dziewcząt

## Występowanie
Objaw (choroba) występuje zwykle u młodych dziewcząt (średnia wieku: 14 lat). Częściej spotyka się go w krajach o chłodnym klimacie, głównie u osób z niskim ciśnieniem tętniczym. Wtórny objaw występuje w każdym wieku z przewagą u kobiet.

## Patogeneza
Patomechanizm nie jest jasny, być może jest to nadmierna aktywacja receptorów α pod wpływem zimna, prowadząca do odruchowego skurczu naczyń (nadwrażliwość na noradrenalinę). Ponadto stwierdza się dysfunkcję śródbłonka, zmniejszoną produkcję substancji wazodylatacyjnych i zwiększoną substancji wazokonstrykcyjnych (endoteliny 1), co nasila skurcze naczyń.
Zauważono również związek objawu Raynauda z migrenowymi bólami głowy.

## Przyczyny zespołu Raynauda
- Układowe choroby tkanki łącznej

1. reumatoidalne zapalenie stawów
2. twardzina układowa
3. zespół Sjögrena
4. zapalenie skórno-mięśniowe
5. toczeń rumieniowaty układowy
6. mieszana choroba tkanki łącznej
7. zapalenie wielomięśniowe

- Choroby naczyniowe

1. guzkowe zapalenie tętnic
2. olbrzymiokomórkowe zapalenie tętnic
3. choroba Takayasu
4. choroba Buergera
5. choroba Behçeta
6. ziarniniakowatość z zapaleniem naczyń
7. miażdżyca

- Choroby i narażenia zawodowe

1. wibracje i urazy mechaniczne palców
  - operatorzy młotów pneumatycznych, pilarek spalinowych, maszyn górniczych
  - maszyniści
  - wszystkie zawody muzyczne, w tym szczególnie pianiści, instrumentaliści smyczkowi (skrzypkowie, altowioliści, wiolonczeliści, kontrabasiści)
2. zatrucia metalami ciężkimi i substancjami chemicznymi: ołowiem, talem, chlorkiem winylu
3. przewlekłe działanie zimna
  - pracownicy chłodni
  - pracownicy przetwórstwa rybnego i mięsnego

- Choroby krwi

1. zespół rozsianego wykrzepiania wewnątrznaczyniowego (DIC)
2. nadpłytkowość pierwotna
3. czerwienica prawdziwa
4. szpiczak mnogi
5. choroba zimnych aglutynin
6. mono i poliklonalna krioglobulinemia
7. białaczki i chłoniaki

- Leki

1. alkaloidy sporyszu
2. β-blokery
3. cytostatyki (w szczególności bleomycyna[1])
4. doustne środki antykoncepcyjne
5. interferon α i γ

- Choroby zakaźne

1. WZW B
2. WZW C
3. trąd

- Choroby układu nerwowego

1. zespół cieśni kanału nadgarstka
2. zespół górnego otworu klatki piersiowej
3. jamistość rdzenia

- Nowotwory

Zespół Raynauda jest często pierwszym objawem choroby podstawowej (głównie chorób tkanki łącznej), poprzedzając ją nawet o kilka lat.

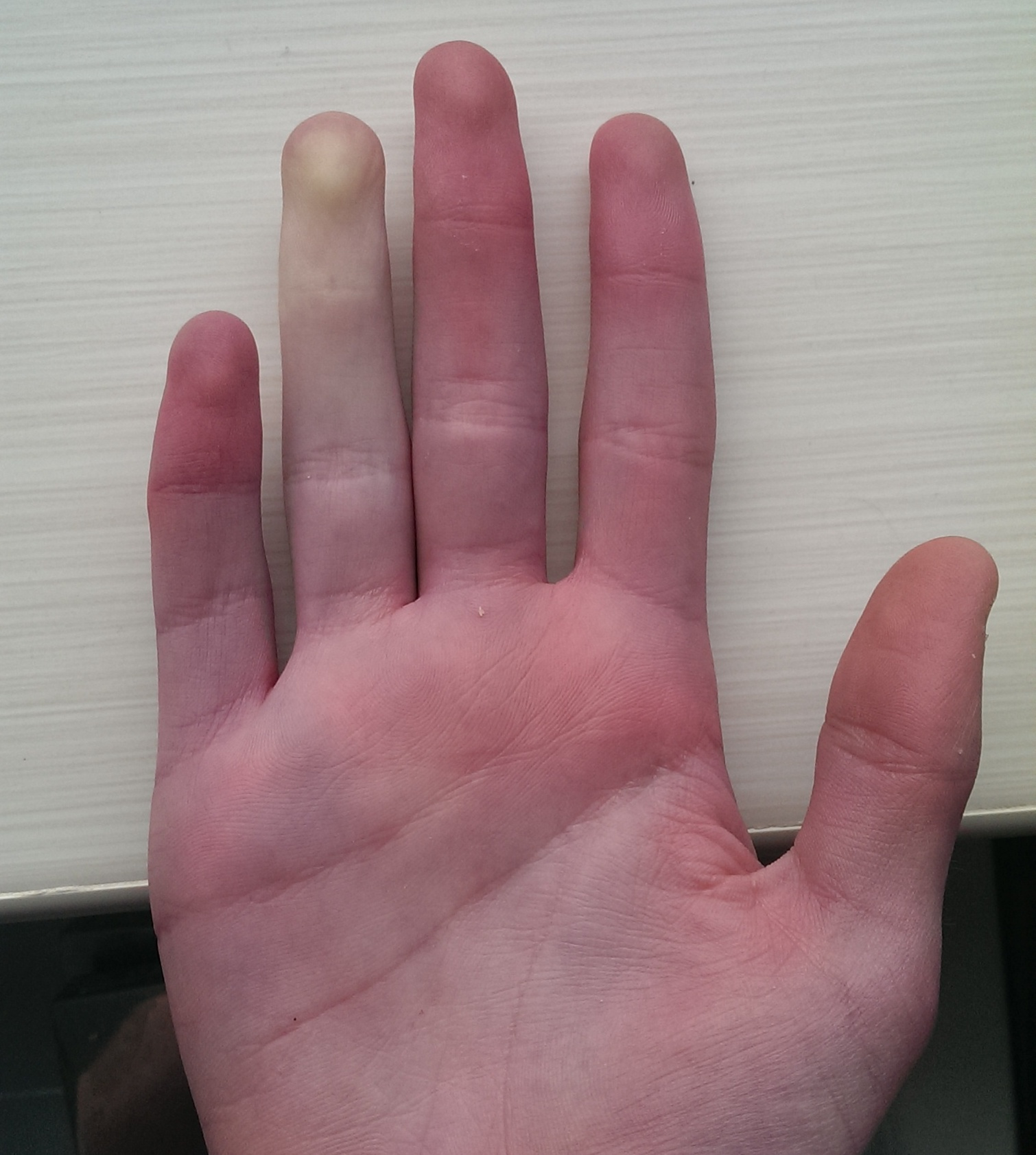
Objaw Raynauda może także pojawiać się tylko w pojedynczych palcach dłoni

## Przebieg
Objaw Raynauda charakteryzuje się następującymi po sobie trzema fazami (nie występują one u wszystkich chorych):
1. faza zblednięcia – skurcz tętniczek i w następstwie niedokrwienie kończyn. Kolor kredowo- lub woskowoblady. Zblednięciu i ochłodzeniu towarzyszą zaburzenia czucia.
2. faza zasinienia – nagromadzenie w splocie podbrodawkowym skóry odtlenowanej krwi żylnej. Towarzyszy temu zdrętwienie i ból.
3. faza czynnego przekrwienia – zaczerwienienie, niewielki obrzęk, uczucie pieczenia skóry i gorąca.

## Objawy kliniczne
Nagle pojawiające się sinienie kończyn, zwłaszcza w zimie i przy dużej wilgotności powietrza z narastającym bólem palców. Może dojść do owrzodzeń i martwicy opuszek palców z przewagą fazy zasinienia. Objawy najczęściej obejmują dłonie, czasem stopy, rzadziej końcówkę nosa i płatki uszu.
Choroba Raynauda przebiega zwykle łagodniej niż zespół.

## Różnicowanie choroby Raynauda i zespołu Raynauda
|                          | choroba           | zespół              |
| ------------------------ | ----------------- | ------------------- |
| płeć                     | kobiety           | kobiety i mężczyźni |
| wiek                     | okres młodzieńczy | w każdym wieku      |
| przebieg                 | łagodny           | postępujący         |
| zmiany troficzne         | rzadkie           | częste              |
| niedrożność tętnic       | nie               | tak                 |
| zajęcie kończyn          | symetryczne       | niesymetryczne      |
| zajęcie palucha i kciuka | rzadko            | często              |
| migrena                  | tak               | nie                 |
| nadciśnienie tętnicze    | nie               | tak                 |
| występowanie rodzinne    | w 25%             | brak                |

## Różnice pomiędzy wtórnym, a pierwotnym zespołem Raynauda
Pierwotny zespół Raynauda występuje około dwukrotnie częściej niż wtórny. Pierwsze objawy pojawiają się zwykle poniżej 25 roku życia i występują około pięciokrotnie częściej u kobiet niż u mężczyzn. Osoby cierpiące na pierwotny zespół Raynauda często obserwowały obniżoną tolerancję na zimno w dzieciństwie.
Pacjenci ze wtórnym zespołem Raynauda często cierpią na jedną ze wspomnianych powyżej chorób będących powiązanych z zespołem lub przyjmują leki, których efektem ubocznym jest zespół Raynauda.
Osoby, które zaobserwowały u siebie pierwsze objawy zespołu Raynauda w wieku powyżej 25 lat i nie cierpiały w dzieciństwie na nietolerancję zimna, powinny niezwłocznie udać się do lekarza w celu wykluczenia współwystępowania innych poważnych schorzeń.

## Diagnostyka
- Kapilaroskopia

1. stadium objawów naczynioruchowych – naczynia w prawidłowej liczbie (ok. 20) o kształcie spinki do włosów, ułożone w regularne rzędy, brak skurczu naczyń
2. stadium zmian organicznych – duże, powiększone, poskręcane naczynia włosowate głównie w części żylnej (występuje tylko w zespole Raynauda)

- Próby prowokacyjne
  - włożenie stopy, ręki do wody z lodem – wynik dodatni występuje w ok. 50% przypadków brak jednak wystandaryzowania
- Badania mające na celu rozpoznanie chorób przebiegających z objawem Raynauda

## Leczenie
1. Niefarmakologiczne:
  - unikanie ekspozycji na zimno poprzez[2]:
    - upewnienie się, że miejsce zamieszkania posiada odpowiednią izolację termiczną i jest właściwie ogrzewane
    - noszenie ciepłych skarpet, rękawic oraz kapci
    - stosowanie ogrzewaczy do rąk i stóp
    - picie gorących napojów z kubków termicznych/termosów w chłodnych warunkach

  - unikanie kofeiny i tytoniu
  - psychoterapia w celu zmniejszenia stresu (skuteczność niepewna)[3]
  - w miarę możliwości unikanie zachowań i sytuacji, które wywołują atak
  - wymachy ramion w momencie wystąpienia objawów mogą pomóc przywrócić właściwą cyrkulację krwi[2].
2. Farmakologiczne:
  - Blokery kanału wapniowego
    - nifedypina – 10–30 mg 3 x dz.
    - amlodypina – 5–20 mg/dz.
    - felodypina – 2,5–10 mg 2 x dz.
    - isradypina – 2,5–5 mg 2 x dz.

  - Blokery α adrenergiczne
    - prazosyna – 1–5 mg/dz.

  - Azotany
    - nitrogliceryna miejscowo w formie maści

  - Kwas acetylosalicylowy w małych dawkach (w przypadku wystąpienia martwicy)[3]
  - Heparyna w dawkach standardowych (w przypadku wystąpienia martwicy)[3]
  - Pentoksyfilina[4]
  - Syntetyczne analogi prostaglandyn podawane dożylnie
    - iloprost
    - alprostadyl
    - epoprostenol
3. Chirurgiczne:
  - sympatektomia – odnerwienie współczulne – w przypadkach zagrażających amputacją kończyny, skuteczność na około 6 miesięcy

U pacjentów z niskim ciśnieniem tętniczym zaleca się wypróbowanie skuteczności podawanej doustnie L-argininy, witaminy E, niskich dawek kwasu acetylosalicylowego, dipirydamolu, niacyny oraz pentoksyfiliny.
Najnowsze badania wskazują na dużą efektywność i dobrą tolerancję sildenafilu (Viagry) w leczeniu objawu Raynauda.

## Rokowanie
Na ogół dobre. W większości przypadków choroba ustępuje samoistnie, w przypadku zespołu obraz choroby zależy od choroby podstawowej.
Forma młodzieńcza ustępuje wraz z osiągnięciem dojrzałości.
Jeżeli objawy występują w formie ostrej i nie zostanie podjęte leczenie, rozwój choroby może prowadzić do trwałych uszkodzeń dotkniętych części ciała. Należy jednak podkreślić, że zdarza się to rzadko.

## Uwaga
Niektórzy autorzy wydzielają chorobę Raynauda jako oddzielną jednostkę kliniczną, z którą należy różnicować objaw Raynauda.